# Cihoreni, Orhei
Cihoreni este un sat din cadrul comunei Biești din raionul Orhei, Republica Moldova

## Istorie
Satul a foste menționat pentru prima dată în anul 1558:
„Un suret de pe un ispisoc, tălmăcit, de la răposatul domn Alexandru vodă, din anul 7066 <1558> iunie 20, că au dat și au miluit pe sluga domniei sale, Vasile Drăghici vătav, cu un heleșteu pe vale Porosăcicăi, ce se numește acum Drăghiniciul, carele heleșteu au fost Porosăcica și cu loc de cositură, pe doă vâlcele, din sus de obârșiile acelui numit heleșteu, până la hotarul Bulăeștilor și până în Fântâna Sălcii și pe matca Porosăcicăi și până în gura văii Rubleanca și până la Fantâna Rubleanca și cu alt heleșteu acolo; și pe hotarul Ciohorănilor, peste hotarul Movilei Domnești, până la obârșiile acelui numit mai sus heleșteu.”